# 路易·皮埃尔·维埃约

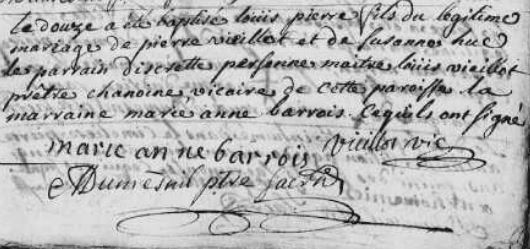
1748年5月12日在伊夫托的洗礼

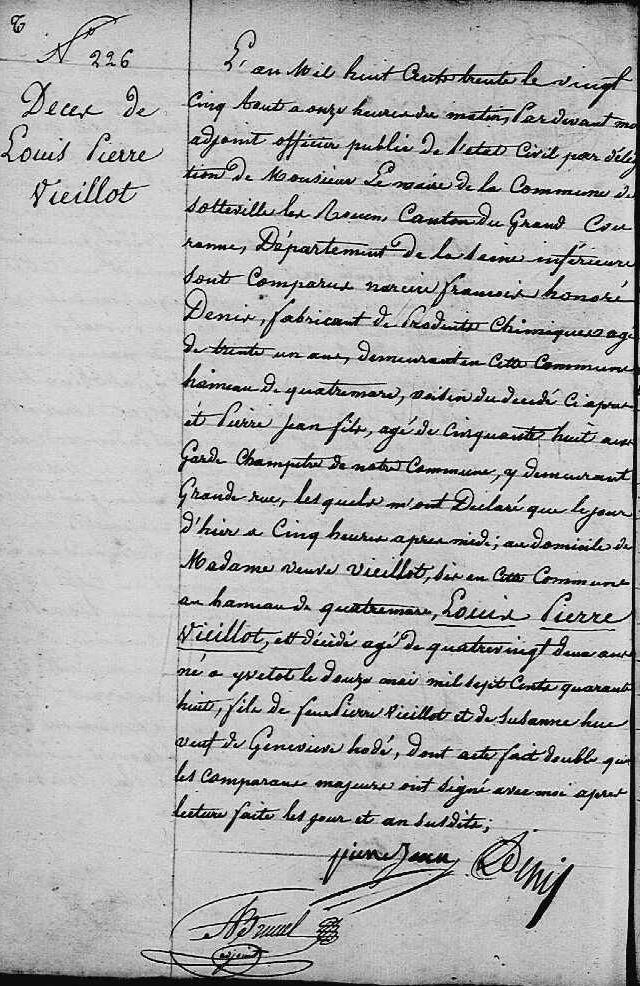
1830年8月24日在索特维尔-莱斯-鲁昂去世

路易·皮埃尔·维埃约（1748年5月10日—1830年8月24日）是法国的鳥類學家。
维埃约是第一批用卡尔·林奈式二名法科学描述鸟类的研究者之一。至少有26个他命名的鸟类至今仍在学术界使用。他也是第一批研究换羽变化和活鸟的鸟类学家之一。

## 生平
维埃约出生于法国上諾曼底大区的伊沃托，早年活动于法属圣多明戈（今属海地）伊斯帕尼奥拉岛的聖多明哥一带，从事经济贸易活动。在那里，他对自然历史产生了浓厚兴趣。后来，法国大革命爆发，他不得不逃往美国。在那里，他花了数十年的时间收集和研究资料，为后来《北美鸟类博物志》的完成奠定了基础，其中的前两卷于1807年在法国出版。
他后来还出版了一系列著作，包括《法国鸟类学》（1823–30）等。